# Жељко Шљиванчанин
Жељко Шљиванчанин (Жабљак, 18. октобар 1967) црногорски је физичар и академик, дописни члан састава Српске академије науке и уметности од 8. новембра 2018.

## Биографија
Завршио је Математичку гимназију 1986. године, основне студије на Физичком факултету Универзитета у Београду 1991, магистарске 1996. и докторске 1999, постдокторску специјализацију на Универзитету у Олборгу 1999—2000. и специјализацију на Универзитету у Орхусу 2000—2002. Био је постдокторанд и руководилац пројекта на Државној политехничкој школи у Лозани 2002—2007. Радио је као виши научни сарадник на Институту за нуклеарне науке „Винча” од 2007, као научни саветник на Физичком факултету Универзитета у Београду од 2011. и као професор на докторским студијама од 2016. Бави се истраживањима у области физике кондензоване материје и његови научни резултати су везани за теорију функционалне густине и њену примену у физици површина, укључујући нове дводимензионалне материјале и наноструктуре на њима. Објавио је око шездесет радова у међународним часописима попут Physical Review Letters, Nature Materials, Science, JACS и ACS Nano, који су према званичним подацима цитирани преко 3400 пута.